# Mireia Calafell i Obiol
Mireia Calafell i Obiol (Barcelona, 23 de juny de 1980) és una poeta, escriptora i productora cultural catalana. Alguns dels seus poemes formen part d'antologies publicades a l'Argentina, Brasil, Holanda, Regne Unit, Emirats Àrabs i Espanya.

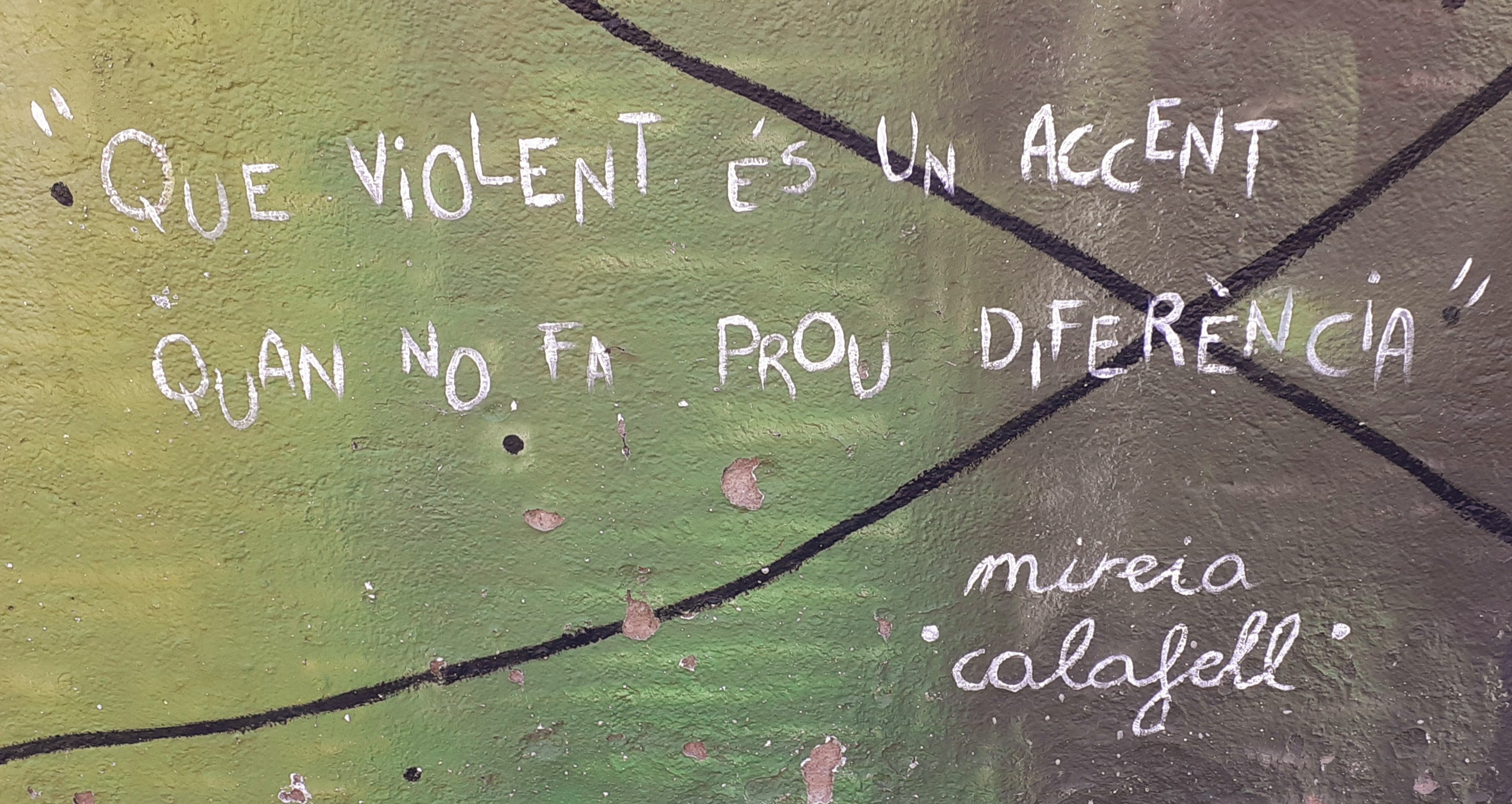

Llicenciada en Humanitats per la Universitat Pompeu Fabra, treballa a Sullivan, des d'on desenvolupa projectes culturals i educatius. Va ser codirectora del festival Poesia i + (2016 i 2017) i des del 2018 és codirectora del festival Barcelona Poesia.
En l'àmbit de la recerca, ha publicat diversos articles en revistes especialitzades en estudis culturals. Ha estat codirectora, amb Meri Torras, de la col·lecció d'assajos breus «Los textos del cuerpo» i ha editat, amb Aina Pérez Fontdevila, el llibre El cuerpo en mente. Versiones del ser desde el pensamiento contemporáneo (2011). Ha publicat, amb Begonya Sáez i Isabel Segura, el llibre Off the record. Representacions frontereres de la memòria històrica de les dones (2011).

## Obra publicada
- Poètiques del cos. Cabrera de Mar: Editorial Galerada, 2006. (Premi Amadeu Oller, 2006; Premi Anna Dodas, 2008)
- Costures. Barcelona: Viena Edicions, 2010. (Premi de Poesia Josep Maria López Picó, 2009)
- Tantes mudes. Catarroja: Perifèric Edicions, 2014 (Premi Benvingut Oliver, 2013; Premi Lletra d'Or, 2015)[8] [Tantas mudas: Barcelona, Stendhal Books, 2016. Traducció de Flavia Company][9]
- Nosaltres, qui. Barcelona, LaBreu Edicions, 2020 (Premi Mallorca de poesia, 2019;[10] Premi Josep Maria Llompart de poesia, 2021)[11]

## Premis i reconeixements
- 2023 - Premi Carles Riba de Poesia per Si una emergència[12]